# Sinal Fechado
Sinal Fechado é um disco gravado por Chico Buarque de Holanda em 1974, que levou nome de uma música de Paulinho da Viola. Devido ao fato de seu álbum anterior, trilha sonora da peça Calabar, ter sofrido muitos cortes da censura, aqui ele interpreta peças compostas por amigos, como Caetano Veloso –  "Festa imodesta" – e Tom Jobim –  "Lígia".
Algumas peças foram efetivamente compostas por Chico, porém sob pseudônimos: Julinho da Adelaide e Leonel Paiva. Era uma estratégia para driblar a censura que durou até 1975, quando o Jornal do Brasil revelou a verdadeira identidade dos compositores - a partir daí, o regime militar passou a exigir RG e CPF dos autores de músicas enviadas à censura. Chico levou Julinho a sério a ponto de conceder entrevista aos jornalistas Mário Prata e Melchíades Cunha Júnior, do Última Hora, como se fosse o próprio Julinho, além de anunciar sua "morte" num show no Teatro Guaíra após a descoberta pela censura.
A capa do disco, criada por Aldo Luiz com base em fotos de Luiz Garrido, imita trabalhos de Candido Portinari que Aldo viu na sede do Ministério da Educação. As imagens foram registradas durante um show estilo "um banquinho um violão" e as colagens e colorações foram feitas manualmente, uma vez que na época não existiam softwares como o Photoshop. A contracapa do disco traz uma imagem aproximada da luz vermelha de um semáforo, dialogando assim com o nome do disco. A imagem foi registrada perto de uma base militar nos arredores do Aeroporto Santos-Dumont.

## Faixas
| N.º            | Título                     | Compositor(es)                                    | Duração |  |
| 1.             | "Festa Imodesta"           | Caetano Veloso                                    | 2:44    |  |
| 2.             | "Copo Vazio"               | Gilberto Gil                                      | 2:46    |  |
| 3.             | "Filosofia"                | André Filho, Noel Rosa                            | 2:20    |  |
| 4.             | "O Filho Que Eu Quero Ter" | Toquinho, Vinícius de Moraes                      | 4:11    |  |
| 5.             | "Cuidado Com a Outra"      | Nelson Cavaquinho, Augusto Tomaz Jr.              | 2:45    |  |
| 6.             | "Lágrima"                  | Jackson do Pandeiro, José Garcia, Sebastião Nunes | 2:14    |  |
| 7.             | "Acorda Amor"              | Julinho da Adelaide, Leonel Paiva                 | 2:20    |  |
| 8.             | "Ligía"                    | Tom Jobim                                         | 2:52    |  |
| 9.             | "Sem Compromisso"          | Nelson Trigueiro, Geraldo Pereira                 | 2:39    |  |
| 10.            | "Você Não Sabe Amar"       | Carlos Guinle, Dorival Caymmi, Hugo Lima          | 3:34    |  |
| 11.            | "Me Deixe Mudo"            | Walter Franco                                     | 2:15    |  |
| 12.            | "Sinal Fechado"            | Paulinho da Viola                                 | 2:37    |  |
| Duração total: | Duração total:             | Duração total:                                    | 33:24   |  |